# Guangzhoulu, Gansu
Guangzhoulu (kinesiska: 广州路) är ett stadsdelsdistrikt i nordvästra Kina. Det ligger i stadsdistriktet Jinchuan i staden Jinchang i provinsen Gansu, omkring 310 kilometer nordväst om provinshuvudstaden Lanzhou. 